# Бломе, Курт
Курт Бломе (нем. Kurt Blome; 31 января 1894, Билефельд, Северный Рейн-Вестфалия — 10 октября 1969, Дортмунд, Северный Рейн-Вестфалия) — немецкий врач. Занимался изучением рака и биологического оружия.

## Биография
В 1921 году по окончании медицинского образования представил дипломную работу «О поведении бактерий при воздействии электрического тока» (нем. Über das Verhalten von Bacterien im electrischen Strom).
В 1922 году вступил в НСДАП. В 1931 году становится также членом СА и руководителем санитарной бригады. В 1931 году открывает в Ростоке клинику кожных и венерических заболеваний. В 1936 году становится членом рейхскомитета по защите немецкой крови (нем. Reichsausschuß zum Schutze des deutschen Blutes). В 1939 году он становится заместителем руководителя национал-социалистического союза врачей и генералом врачебной службы. 29 августа 1939 года, за два дня до вторжения немецких войск в Польшу, становится заместителем министра здравоохранения Третьего рейха Леонардо Конти. В октябре 1939 года начинает выпускать ежемесячную газету «Цель и путь. Здравоохранение» (нем. Ziel und Weg. Die Gesundheitsführung). С 1940 года возглавляет имперский исследовательский совет (нем. Reichsforschungsrat) по вопросам наследственной и расовой чистоты.
В 1942 году выступил против плана уничтожения 35000 поляков больных туберкулёзом.
С 30 апреля 1943 года Бломе становится главным уполномоченным по программе исследования рака. Согласно Эрнсту Клее эта должность была лишь прикрытием программы по разработке биологического оружия.
В 1944 году Бломе становится членом научного совещательного штаба, всесильного в здравоохранении нацистской Германии того времени, Карла Брандта.
На последних выборах Третьего рейха был избран депутатом рейхстага.
По окончании Второй мировой войны Бломе был арестован и предстал на Нюрнбергском процессе над врачами, на котором 20 августа 1947 года был оправдан. С 1948 года вновь начинает работать врачом дерматологом и урологом в Дортмунде.

## Разработка биологического оружия
Согласно монографии Герхардта Гайслера, под руководством Бломе проводились испытания биологического оружия на людях. Оправдание Бломе на Нюрнбергском процессе над врачами он связывает с тем, что уже через два месяца он был допрошен в Кэмп-Дэвиде относительно разработок биологического оружия. С 1951 года Бломе становится сотрудником англ. U.S. Army Chemical Corps.

## Награды
- Железный крест (1914) 2-го и 1-го класса (Королевство Пруссия)
- Королевский орден Дома Гогенцоллернов рыцарский крест с мечами (Королевство Пруссия)
- Золотой партийный знак НСДАП